# Anomochilidae
Anomochilidae – monotypowa rodzina węży należąca do nadrodziny Uropeltoidea w rzędzie łuskonośnych (Squamata).

## Zasięg występowania
Rodzina obejmuje gatunki występujące na Borneo w części należącej do Malezji oraz na Sumatrze w Indonezji. 

## Systematyka

### Etymologia
- Anomalochilus: gr. ανωμαλος anōmalos „anomalny, dziwny”, od gr. negatywnego przedrostka αν an-; ομαλος omalos „równy”; χειλος kheilos „warga”[2].
- Anomochilus: wariant nazwy Anomalochilus[3]. Nowa nazwa dla Anomalochilus Lidth de Jeude, 1890 (nazwa zajęta przez Anomalochilus Blanchard, 1850 (Coleoptera)).

### Podział systematyczny
Do rodziny należy jeden rodzaj z następującymi gatunkami: 
- Anomochilus leonardi
- Anomochilus monticola
- Anomochilus weberi